# Trstenik (jezera)
Trstenik je skupina četiri umjetnih jezera u Zagrebačkoj županiji. Jezera su: Trstenik I, Trstenik II, Trstenik III i Trstenik IV. Nalazi se u blizini naselja Čista Mlaka, Struga Nartska, Novaki Nartski i Otok Nartski u sastavu općine Rugvica i rijeke Drave. Sva jezera ukupno imaju površinu od 21 hektara, od toga jezero Trstenik I ima površinu od 12 hektara, jezero Trstenik II ima površinu od 6 hektara, jezero Trstenik III ima površinu od 2 hektara i jezero Trstenik IV ima površinu od jednog hektara.
Prosječna dubina jezera Trstenik I, II i III je 6 metara, dubina jezera Trstenik IV je 4 metara. Jezera Trstenik I, II i III nastala je 70-ih godina 20. stoljeća vađenjem šljunka za izgradnju autoceste A3. Jezero Trstenik IV nastalo je 2000. godine eksploatacijom šljunka.
U jezerama živi veliki broj vrsta riba, kao šarani, štuke, smuđi, patuljasti somići, babuške, sunčanice, grgeči, amuri, somovi, crvenperke, uklije, žutooke, diveri, klenovi, plotice i zlatni karasi.